# Zwitsers voetbalelftal in 2009
Het Zwitsers voetbalelftal speelde negen officiële interlands in het jaar 2009, waaronder zes duels in de kwalificatiereeks voor het WK voetbal 2010 in Zuid-Afrika. De selectie stond onder leiding van de Duitse bondscoach Ottmar Hitzfeld en eindigde als eerste in kwalificatiegroep 2, met één punt voorsprong op Griekenland, waardoor plaatsing voor de WK-eindronde een feit was. Op de in 1993 geïntroduceerde FIFA-wereldranglijst steeg Zwitserland in 2009 van de 24ste (januari 2009) naar de 18de plaats (december 2009).

## Balans
| Wedstrijden | Wedstrijden | Wedstrijden | Wedstrijden | Doelpunten | Doelpunten | Doelpunten | Punten |
| Gespeeld    | Winst       | Gelijk      | Verlies     | Voor       | Tegen      | Saldo      | Punten |
| ----------- | ----------- | ----------- | ----------- | ---------- | ---------- | ---------- | ------ |
| 9           | 4           | 4           | 1           | 12         | 4          | +8         | 1.333  |

## Interlands
|                                                                  |                     |       |                  |                                                                               |
| 11 februari Vriendschappelijk № 691 «onderlinge duels» 20:45 uur | Zwitserland         | 1 – 1 | Bulgarije        | Stade de Genève, Lancy Toeschouwers: 9.670 Scheidsrechter: Duarte Gomes (POR) |
| 11 februari Vriendschappelijk № 691 «onderlinge duels» 20:45 uur | Benjamin Huggel 45' |       | 33' Ivelin Popov | Stade de Genève, Lancy Toeschouwers: 9.670 Scheidsrechter: Duarte Gomes (POR) |

|                                                             |          |                                           |             |                                                                                     |
| 28 maart WK-kwalificatie № 692 «onderlinge duels» 19:45 uur | Moldavië | 0 – 2                                     | Zwitserland | Zimbru Stadion, Chisinau Toeschouwers: 10.500 Scheidsrechter: Dougie McDonald (SCO) |
| 28 maart WK-kwalificatie № 692 «onderlinge duels» 19:45 uur |          | 32' Alexander Frei 90+3' Gelson Fernandes |             | Zimbru Stadion, Chisinau Toeschouwers: 10.500 Scheidsrechter: Dougie McDonald (SCO) |

|                                                            |                                     |       |          |                                                                                    |
| 1 april WK-kwalificatie № 693 «onderlinge duels» 20:30 uur | Zwitserland                         | 2 – 0 | Moldavië | Stade de Genève, Genève Toeschouwers: 20.100 Scheidsrechter: Gianluca Rocchi (ITA) |
| 1 april WK-kwalificatie № 693 «onderlinge duels» 20:30 uur | Blaise Nkufo 20' Alexander Frei 52' |       |          | Stade de Genève, Genève Toeschouwers: 20.100 Scheidsrechter: Gianluca Rocchi (ITA) |

|                                                                  |             |       |        |                                                                               |
| 12 augustus Vriendschappelijk № 694 «onderlinge duels» 20:45 uur | Zwitserland | 0 – 0 | Italië | St. Jakob-Park, Bazel Toeschouwers: 31.500 Scheidsrechter: Knut Kircher (GER) |
| 12 augustus Vriendschappelijk № 694 «onderlinge duels» 20:45 uur |             |       |        | St. Jakob-Park, Bazel Toeschouwers: 31.500 Scheidsrechter: Knut Kircher (GER) |

|                                                                |                                           |       |             |                                                                                     |
| 5 september WK-kwalificatie № 695 «onderlinge duels» 20:30 uur | Zwitserland                               | 2 – 0 | Griekenland | St. Jakob-Park, Bazel Toeschouwers: 38.500 Scheidsrechter: Frank De Bleeckere (BEL) |
| 5 september WK-kwalificatie № 695 «onderlinge duels» 20:30 uur | Stéphane Grichting 83' Marco Padalino 88' |       |             | St. Jakob-Park, Bazel Toeschouwers: 38.500 Scheidsrechter: Frank De Bleeckere (BEL) |

|                                                                |                                             |       |                                      |                                                                               |
| 9 september WK-kwalificatie № 696 «onderlinge duels» 20:30 uur | Letland                                     | 2 – 2 | Zwitserland                          | Skonto Stadion, Riga Toeschouwers: 9.000 Scheidsrechter: Pavel Královec (CZE) |
| 9 september WK-kwalificatie № 696 «onderlinge duels» 20:30 uur | Aleksandrs Cauņa 62' Vitālijs Astafjevs 75' |       | 43' Alexander Frei 80' Eren Derdiyok | Skonto Stadion, Riga Toeschouwers: 9.000 Scheidsrechter: Pavel Královec (CZE) |

|                                                               |           |                                                               |             |                                                                                           |
| 10 oktober WK-kwalificatie № 697 «onderlinge duels» 16:45 uur | Luxemburg | 0 – 3                                                         | Zwitserland | Stade Josy Barthel, Luxemburg Toeschouwers: 8.031 Scheidsrechter: Eduardo Iturralde (ESP) |
| 10 oktober WK-kwalificatie № 697 «onderlinge duels» 16:45 uur |           | 6' Philippe Senderos 8' Philippe Senderos 22' Benjamin Huggel |             | Stade Josy Barthel, Luxemburg Toeschouwers: 8.031 Scheidsrechter: Eduardo Iturralde (ESP) |

|                                                               |             |       |        |                                                                                  |
| 10 oktober WK-kwalificatie № 698 «onderlinge duels» 20:00 uur | Zwitserland | 0 – 0 | Israël | St. Jakob-Park, Bazel Toeschouwers: 38.500 Scheidsrechter: Alexandru Tudor (ROM) |
| 10 oktober WK-kwalificatie № 698 «onderlinge duels» 20:00 uur |             |       |        | St. Jakob-Park, Bazel Toeschouwers: 38.500 Scheidsrechter: Alexandru Tudor (ROM) |

|                                                                  |             |                       |           |                                                                                |
| 14 november Vriendschappelijk № 699 «onderlinge duels» 17:45 uur | Zwitserland | 0 – 1                 | Noorwegen | Stade de Genève, Genève Toeschouwers: 16.000 Scheidsrechter: Mark Whitby (WAL) |
| 14 november Vriendschappelijk № 699 «onderlinge duels» 17:45 uur |             | 48' (pen.) John Carew |           | Stade de Genève, Genève Toeschouwers: 16.000 Scheidsrechter: Mark Whitby (WAL) |

## FIFA-wereldranglijst
| JAN | FEB | MAR | APR | MEI | JUN | JUL | AUG | SEP | OKT | NOV | DEC |
| --- | --- | --- | --- | --- | --- | --- | --- | --- | --- | --- | --- |
| 24  | 21  | 22  | 18  | 18  | 16  | 13  | 13  | 15  | 13  | 18  | 18  |

## Statistieken
| Diego Benaglio       | 1983-09-08 | VfL Wolfsburg       | 7 | 0 | 0 | 25 | 0  |
| Marco Wölfli         | 1982-08-22 | BSC Young Boys      | 2 | 0 | 0 | 3  | 0  |
| Verdediging          |            |                     |   |   |   |    |    |
| Philippe Senderos    | 1985-02-14 | Everton             | 7 | 0 | 2 |    |    |
| Stéphane Grichting   | 1979-03-30 | AJ Auxerre          | 7 | 0 | 1 | 32 | 1  |
| Stephan Lichtsteiner | 1984-01-16 | Lazio Roma          | 6 | 0 | 0 |    |    |
| Ludovic Magnin       | 1979-04-20 | FC Zürich           | 5 | 0 | 0 | 61 | 3  |
| Steve von Bergen     | 1983-06-10 | Hertha BSC          | 3 | 1 | 0 |    |    |
| Christoph Spycher    | 1978-03-30 | Eintracht Frankfurt | 3 | 0 | 0 |    |    |
| Reto Ziegler         | 1986-01-16 | Sampdoria           | 1 | 3 | 0 |    |    |
| Philipp Degen        | 1983-02-15 | Liverpool           | 1 | 1 | 0 |    |    |
| Heinz Barmettler     | 1987-07-21 | FC Zürich           | 1 | 0 | 0 | 1  | 0  |
| Alain Nef            | 1982-02-06 | US Triestina        | 1 | 0 | 0 | 3  | 1  |
| Johan Djourou        | 1987-01-18 | Arsenal             | 0 | 2 | 0 |    |    |
| Middenveld           |            |                     |   |   |   |    |    |
| Tranquillo Barnetta  | 1985-05-22 | Bayer 04 Leverkusen | 9 | 0 | 0 |    |    |
| Benjamin Huggel      | 1977-07-07 | FC Basel            | 7 | 0 | 2 |    |    |
| Marco Padalino       | 1983-12-08 | Sampdoria           | 7 | 0 | 1 |    |    |
| Gökhan İnler         | 1984-06-27 | Udinese             | 7 | 0 | 0 |    |    |
| Gelson Fernandes     | 1986-09-02 | AS Saint-Étienne    | 5 | 1 | 1 |    |    |
| Pirmin Schwegler     | 1987-03-09 | Eintracht Frankfurt | 1 | 1 | 0 |    |    |
| Hakan Yakın          | 1977-02-22 | FC Luzern           | 0 | 5 | 0 |    |    |
| Almen Abdi           | 1986-10-21 | Le Mans UC          | 0 | 2 | 0 |    |    |
| Blerim Džemaili      | 1986-04-12 | Parma               | 0 | 2 | 0 |    |    |
| Valon Behrami        | 1985-04-19 | West Ham United     | 0 | 1 | 0 |    |    |
| Aanval               |            |                     |   |   |   |    |    |
| Alexander Frei       | 1979-07-15 | FC Basel            | 8 | 1 | 3 | 73 | 40 |
| Blaise Nkufo         | 1975-05-25 | FC Twente           | 8 | 0 | 1 |    |    |
| Eren Derdiyok        | 1988-06-12 | Bayer 04 Leverkusen | 2 | 7 | 1 |    |    |
| Johan Vonlanthen     | 1986-02-01 | FC Zürich           | 1 | 3 | 0 |    |    |
| Marco Streller       | 1981-06-18 | FC Basel            | 0 | 2 | 0 |    |    |
| Albert Bunjaku       | 1983-11-29 | 1. FC Nürnberg      | 0 | 1 | 0 | 1  | 0  |
| David Degen          | 1983-02-15 | BSC Young Boys      | 0 | 1 | 0 |    |    |